# Nuvilla
Nuvilla es una localidad del municipio de Ribera Alta, en la provincia de Álava, País Vasco (España).

## Toponimia
El lugar puede aparecer referido como «Nuvilla» y «Nubilla».

## Despoblado
Forma parte del concejo el despoblado de:
- Solana.[3]

## Historia
Hacia mediados del siglo XIX, el lugar, ya por entonces perteneciente a Ribera Alta, tenía contabilizada una población de catorce habitantes. Aparece descrito en el duodécimo volumen del Diccionario geográfico-estadístico-histórico de España y sus posesiones de Ultramar de Pascual Madoz con las siguientes palabras:

NUBILLA. l. del ayunt. de Rivera-alta en la prov. de Alava (á Vitoria 4 1/2 leg.), part. jud. de Añana (1), aud. terr. de Búrgos, c. g. de las Provincias Vascongadas, dióc. de Calahorra (14): sit. en pais montuoso; clima templado; le combaten los vientos N. y O. Tiene 4 casas, igl. parr. aneja de Lasierra, servida por 1 beneficiado; 1 fuente de aguas comunes y saludables. El térm. confina, N. Subijana; E. Lasierra; S. Antezana, y O. Hereña; comprendiendo dentro de su circunferencia el desp. de Solana. El terreno es de mediana calidad: caminos, los que conducen á Subijana y Puebla de Arganzon: el correo se recibe de este último pueblo: prod. trigo, cebada, avena y habas; cria de ganado lanar, mular y cabrio; caza de jabalies, lobos, perdices, tordas y liebres: pobl. 3 vec., 14 alm. riqueza y contr. con su ayunt. (V.)
(Madoz, 1849, p. 191)

En 2022, tenía empadronados diez habitantes.

## Demografía
| Gráfica de evolución demográfica de Nuvilla entre 2000 y 2017 |
|                                                               |
| Población de derecho según los censos de población del INE.   |

## Patrimonio
Hubo en el lugar una iglesia de la Natividad de Nuestra Señora, ya desaparecida.